# Charles Bennett (sceneggiatore)
Charles Bennett (Shoreham-by-Sea, 2 agosto 1899 – Los Angeles, 15 giugno 1995) è stato uno sceneggiatore, regista e attore britannico, conosciuto soprattutto per la sua collaborazione con Alfred Hitchcock. Si firmava anche con il nome  John H. Kneubuhl (o Charles Bennet).

## Biografia
Nato nel Sussex nel 1899, dopo aver partecipato alla prima guerra mondiale, lavorò come attore e scrittore, prima di avere successo nel 1920 come commediografo. Ricatto (Blackmail) di Alfred Hitchcock, viene considerato il primo film sonoro del Regno Unito ed è tratto da una commedia di Bennett dallo stesso titolo.
La sua collaborazione con Hitchcock continuò negli anni trenta: Bennett scrisse alcuni dei film britannici più famosi, quali L'uomo che sapeva troppo, Il club dei 39, Sabotaggio. Lo sceneggiatore britannico lasciò il Regno Unito insieme a Hitchcock per poter lavorare al  secondo film americano del regista inglese, Il prigioniero di Amsterdam, girato nel 1940. Bennett si stabilì a Hollywood, lavorando da allora come sceneggiatore per il cinema USA. Girò anche due film come regista e numerosi episodi di serie tv.
In quarant'anni di carriera, il suo nome, come sceneggiatore o soggettista, appare in 62 film o serie tv. Partecipò anche ad alcuni film come attore.
Morì a Los Angeles il 15 giugno 1995, all'età di 96 anni.

## Filmografia

### Sceneggiature
- Ricatto (Blackmail), regia di Alfred Hitchcock - lavoro teatrale (1929)
- The Last Hour, regia di Walter Forde - lavoro teatrale (1930)
- Midnight, regia di George King - lavoro teatrale e sceneggiatura (1931)
- Number, Please, regia di George King - storia  (1931)
- Deadlock, regia di George King - storia (1931)
- Partners Please, regia di Lloyd Richards - sceneggiatura (1932)
- Aurora tragica (Matinee Idol), regia di George King - sceneggiatura (1933)
- Hawley's of High Street, regia di Thomas Bentley - sceneggiatura (1933)
- The House of Trent, regia di Norman Walker - sceneggiatura (1933)
- Mannequin, regia di George A. Cooper - sceneggiatura (1933)
- The Secret of the Loch, regia di Milton Rosmer - sceneggiatura (1934)
- Warn London, regia di T. Hayes Hunter - sceneggiatura (1934)
- Gay Love, regia di Leslie S. Hiscott - sceneggiatura (1934)
- L'uomo che sapeva troppo (The Man Who Knew Too Much), regia di Alfred Hitchcock (1934)
- Night Mail, regia di Herbert Smith - sceneggiatura (1935)
- L'uomo che vide il futuro (The Clairvoyant), regia di Maurice Elvey - adattamento e sceneggiatura (1934)
- Il club dei 39 (The 39 Steps), regia di Alfred Hitchcock - adattamento (1935)
- All at Sea, regia di Anthony Kimmins - sceneggiatura  (1935)
- King of the Damned, regia di Walter Forde - sceneggiatura  (1935)
- Amore e mistero (Secret Agent), regia di Alfred Hitchcock (1936)
- Sabotaggio (Sabotage), regia di Alfred Hitchcock (1936)
- Giovane e innocente (Young and Innocent), regia di Alfred Hitchcock (1937)
- Balalaika, regia di Reinhold Schünzel - sceneggiatore (1939)
- Il prigioniero di Amsterdam (Foreign Correspondent), regia di Alfred Hitchcock (1940)
- Vento selvaggio (Reap the Wild), regia di Cecil B. DeMille (1942)
- L'uomo che sapeva troppo (The Man Who Knew Too Much), regia di Alfred Hitchcock (1956)
- Cinque settimane in pallone (Five Weeks in a Balloon), regia di Irwin Allen (1962)

### Attore
- John Halifax, Gentleman, regia di George Pearson (1915)
- Always Audacious, regia di James Cruze (1920)